# Trepang2
Trepang2 (estilizado como Trepang²) es un shooter en primera persona desarrollado por Trepang Studios y distribuido por Team17 en junio de 2023.

## Jugabilidad
Su jugabilidad es similar a los shooters en primera persona de mediados de los años 2000. Los jugadores controlan a un sujeto de pruebas amnésico que despierta en un sitio negro. El protagonista se encuentra inicialmente esposado y deberá recurrir al sigilo, pero luego deberá luchar contra los enemigos, tanto humanos como paranormales. Durante el combate, los jugadores podrán ralentizar la acción utilizando un efecto tiempo bala. Los jugadores a veces podrán ser asistidos por aliados.

## Trama
El sujeto 106 es un prisionero de la corporación Horizon, una compañía global que cuenta con un gran personal militar, mientras esconde experimentos inhumanos tras sus puertas. Tras recibir ayuda del misterioso Taskforce 27, para quienes 106 trabajó alguna vez, el protagonista logra escapar de las instalaciones matando a la mayoría del personal de Horizon.
106 lucha contra los sitios negros, las instalaciones de Horizon que cayeron en manos de sus propios sujetos de prueba, para obtener evidencia significativa para destruir a la compañía. Mientras hace esto, encuentra varios drones que le advierten que suceden más cosas que solo un espionaje corporativo. 106 descubre que la mayoría de los fracasos de Horizon se debieron a los soldados clonados de Taskforce 27 que se volvieron rebeldes, haciendo que 106 se rebele contra sus aliados luego de que lograran destruir a Horizon.
Tras librar una batalla reñida con su sucesor, el sujeto 107, 106 destruye la base de Taskforce a través de su reactor, muriendo en el proceso, ya que el dispositivo debe ser activado manualmente. En caso de que el jugador obtenga todos los drones a lo largo del juego, 106 será transferido a una instalación desconocida, donde se le informa que su trabajo no ha terminado.

## Desarrollo
Trepang Studios tiene sede en Vancouver, Canadá. El desarrollo comenzó en 2016 como un proyecto hobby para aprender el motor Unreal Engine. El equipo creció de una sola persona a cuatro miembros luego de publicar demos públicas. El sigilo y el tiempo bala no fueron parte del diseño original del juego. Fueron incorporados posteriormente para balancear la dificultad. Parte del diálogo enemigo también fue añadido para darle a los jugadores una oportunidad justa de reaccionar a sus tácticas, como los flanqueos. El juego fue lanzado por Team17 el 21 de junio de 2023. Los ports para Xbox Series X/S y PlayStation 5 fueron lanzados el 2 de octubre de 2023.

## Recepción
Trepang2 obtuvo reseñas positivas según el sitio web agregador de reseñas Metacritic. Video Gamer lo llamó «un excelente shooter ultra violento» y aclamó el combate, el sigilo y la historia. TechRadar dijo que no sobrepasa a F.E.A.R., en el cual se inspiró, pero «proporciona acción elegante y sangrienta».